# Щефани Рос
Щефани Рос (на немски: Stefanie Ross) е германска писателка на произведения в жанра трилър и романтичен трилър.

## Биография и творчество
Щефани Рос е родена в Любек, Германия. Част от ученическите си години прекарва САЩ, а след завършване на гимназията обикаля САЩ, Канада и Мексико. Завършва бизнес администрация в университета в Кил. След дипломирането си заема ръководни длъжности в банки във Франкфурт и Хамбург.
През 2012 г. дебютира едновременно с романите си – „Фатален запис“ от поредицата „LKA/SEAL“ в жанра трилър и „Оковите на миналото“ от поредицата „Братя дьо Грас“ в жанра роматичен любовен трилър. Някои от книгите ѝ стават бестселъри в „Амазон“.
Член е на Международната асоциация на писателите на трилъри.
Щефани Рос живее със семейството си край Балтийско море в Германия.

## Произведения

### Самостоятелни романи
- Das Schweigen von Brodersby (2017)

### Серия „LKA/SEAL“ (LKA/SEAL)
1. Fatale Bilanz (2012)
2. Zerberus (2013)
3. Hydra (2014)
4. Verhängnisvolles Vertrauen (2014)
5. Kaleidoskop (2016)
6. Labyrinth (2015)
7. Riskante Weihnachten (2013)
8. Nemesis (2015)
9. Pandora (2016)
10. Tödliches Meer (2017)

### Серия „Братя дьо Грас“ (DeGrasse)
1. Luc – Fesseln der Vergangenheit (2012)
Оковите на миналото, изд.: „Егмонт България“, София (2015), прев. Мая Мавродиева
2. Jay – Explosive Wahrheit (2013)
Взривоопасна истина, изд.: „Егмонт България“, София (2015), прев. Мая Мавродиева
3. Rob – Tödliche Wildnis (2013)
Смъртоносна пустош, изд.: „Егмонт България“, София (2016), прев. Мая Мавродиева
4. Scott – Eine DeGrasse (2014) – новела
5. Dom – Stunde der Abrechnung (2014)
6. Kalil – Eine DeGrasse (2015) – новела
7. Phil (2015) – Gefährliches Schweigen
8. Hamid – Eine DeGrasse (2015) – новела

### Серия „Хърт бей“ (Heart Bay)
1. Letzte Hoffnung (2016)
2. Mörderische Geschäfte (2016)
3. Bedrohliche Vergangenheit (2017)

### Серия „Любов и трепет“ (Love & Thrill) – с Кристина Гюнак
1. „Moin Moin“ heißt „Ich liebe dich“ (2016)
2. Liebe heißt „Gemeinsam gegen den Wind“ (2016)
3. „Moin Moin“ heißt „Alles auf Liebe!“ (2017)
4. Liebe heißt „Bleib bei mir!“ (2017)